# فتح بهشت (ترانه)
«فتح بهشت» (به انگلیسی: Conquest of Paradise) نام آهنگی است که در سال ۱۹۹۲ توسط موسیقیدان یونانی ونگلیس ساخته و ضبط شد.این آهنگ برای فیلمی بنام ۱۴۹۲: فتح بهشت (فیلم) به کارگردانی ریدلی اسکات ساخته شده‌بود و معروفترین آهنگ آلبومی است که با نام همین آهنگ منتشر شد.آهنگ موفقیت‌های بزرگی را در کشورهایی نظیر آلمان، بلژیک،سوئیس و هلند کسب کرد و در صدر نمودار تک‌آهنگ‌های منتشر شده قرار گرفت اما در بریتانیا موفقیت چندانی کسب نکرد و در مکان ۳۳ قرار گرفت. این اثر در آلمان بسیار مشهور است زیرا بوکسور آلمانی، هنری ماسکه، از این ترانه به عنوان آهنگ ورودش به رینگ استفاده می‌کرد.

## لیست آهنگ‌ها
سی‌دی تک‌آهنگ
1. "Conquest Of Paradise"
2. "Moxica And The Horse"

سی دی Maxi تک‌آهنگ
1. "Conquest Of Paradise"
2. "Moxica And The Horse"
3. "Line Open"
4. "Landscape"

## شعر
اشعاری که در آهنگ خوانده می‌شود آن است که در زیر آمده و در چندین مرحله تکرار می‌شود.

In nòreni per ìpe,

in noreni coràh;

tiràmine per ìto,

ne dominà.
یک بار هم این بند به صورت زیر است:
Ne ròmine tirmèno,

ne ròmine to fa,

imàgina pro mèno per imentirà 
لازم به ذکر است که این اشعار به شبه لاتین (Pseudo-Latin) هستند و معنای خاصی ندارند.

## نسخه‌های بازخوانی و سایر استفاده‌ها
این آهنگ توسط هنرمندانی مانند جان ویلیامز، کلاوس شولتز بازخوانی شده و در رویدادهای مهمی نظیر جام جهانی کریکت در سال‌های ۲۰۱۰ و ۲۰۱۱ این آهنگ پخش شد.